# San Felipe, Tapachula
San Felipe är en ort i Mexiko.   Den ligger i kommunen Tapachula och delstaten Chiapas, i den sydöstra delen av landet, 900 km sydost om huvudstaden Mexico City. San Felipe ligger 631 meter över havet och antalet invånare är 215.
Terrängen runt San Felipe är lite bergig. Runt San Felipe är det ganska tätbefolkat, med 179 invånare per kvadratkilometer. Närmaste större samhälle är Tapachula, 17,5 km söder om San Felipe. I omgivningarna runt San Felipe växer i huvudsak städsegrön lövskog.